# Campionati europei di ciclismo su strada 2006 - Gara in linea femminile Under-23
La gara in linea femminile Under-23 dei Campionati europei di ciclismo su strada 2019 si disputò il 15 luglio 2019 su un percorso totale di 110 km, con arrivo a Valkenburg, nei Paesi Bassi. La vittoria fu appannaggio dell'olandese Marianne Vos, che terminò la gara in 3h07'06", precedendo l'italiana Tatiana Guderzo e a chiudere il podio la svedese Monica Holler.
Al traguardo 21 cicliste conclusero la gara.

## Ordine d'arrivo (Top 10)
| Pos. | Corridore           | Squadra     | Tempo    |
| ---- | ------------------- | ----------- | -------- |
| 1    | Marianne Vos        | Paesi Bassi | 3h07'06" |
| 2    | Tatiana Guderzo     | Italia      | s.t.     |
| 3    | Monica Holler       | Paesi Bassi | a 58"    |
| 4    | Suzanne de Goede    | Paesi Bassi | s.t.     |
| 5    | Ludivine Henrion    | Belgio      | s.t.     |
| 6    | Inga Čilvinaitė     | Lituania    | s.t.     |
| 7    | Stephanie Pohl      | Germania    | s.t.     |
| 8    | Monia Baccaille     | Italia      | s.t.     |
| 9    | Małgorzata Jasińska | Polonia     | s.t.     |
| 10   | Ellen van Dijk      | Paesi Bassi | s.t.     |